# Izrael Poznański
 Der er for få eller ingen kildehenvisninger i denne artikel, hvilket er et problem. Du kan hjælpe ved at angive troværdige kilder til de påstande, som fremføres i artiklen.

Izrael Kalmanowicz Poznański (født 25. august 1833 i Aleksandrów Łódzki, død 18. april 1900 i Łódź) var en polsk tekstilmagnat og filantrop af jødisk herkomst. Sammen med Ludwik Geyer og Karol Scheibler regnes han som en af Łódź’ tre "bomuldskonger".
Izrael Poznański var søn af købmand Kalman Poznański og Małka Lubińska, og i 1834 flyttede familien fra Aleksandrów til Łódź, hvor Izrael fuldførte grundskolen. Som syttenåring giftede han sig med Leonia Hertz, datter af Mojżesz Hertz, en rig forretningsmand fra Warszawa. Izraels far Kalman havde en lille familieforretning Łódź, som Izrael overtog i 1852. Fra 1872 og frem til 1892 købte han byggegrunde ved Ogrodowa-gaden, og nåede i mellemtiden at skabe et af de største tekstilimperier i det russiskdominerede Polen.
De betydeligste bygninger knyttet til Poznański i Łódź er fabriksbygningerne ved Ogrodowa-gaden (Manufaktura), det nærliggende Izrael Poznańskis palads (i dag et museum) samt Poznańskis marmorgrav på den nye jødiske begravelsesplads, den største jødiske gravsten i verden.